# Lucio Dalla
Lucio Dalla   (Bolonya, 4 de març de 1943 - Montreux, 1 de març de 2012) va ser un cantant i compositor italià i, també, clarinetista i pianista. Va tenir 50 anys d'activitat artística, i algunes de les seves cançons són Caruso, Balla, balla, ballerino, Tutta la Vita i Attenti al lupo.

## Biografia
Dalla va néixer a Bologna, Itàlia. Va començar a tocar el clarinet a una edat primerenca, en una banda de jazz a Bologna, i es va convertir en membre d'una banda de jazz local anomenada Rheno Dixieland Band, juntament amb el futur director de cinema Pupi Avati. Avati va dir que va decidir deixar la banda després de sentir-se aclaparat pel talent de Dalla. També va reconèixer que la seva pel·lícula, Ma quando arrivano le ragazze? (2005) (2005), es va inspirar en la seva amistat amb Dalla  La Stampa, "Pupi Avati "Vaig filmar la meva amistat amb Dalla".
El 1962 entra a formar part del grup Flippers; més tard, el director de la casa discogràfica RCA Gino Paoli el persuadeix de començar una carrera en solitari.
Finalment, el 1964 surt el seu primer disc, un single amb les cançons Lei i Ma questa sera. Més endavant, el 1966, crea el grup Idoli amb altres músics bolonyesos, amb el qual farà un primer àlbum anomenat 1999. El 1971 participa en el festival de San Remo, on presenta la cançó 4/3/1943, inclosa al seu LP Storie di casa mia. El 1973 decideix de posar fi a la seva col·laboració amb Sergio Bardotti i Gianfranco Baldazzi (autors de quasi totes les lletres de les cançons que havia interpretat fins aleshores) i opta per treballar amb Roberto Roversi, poeta bolonyès amb qui col·laborarà durant quatre anys. Després de violents desacords amb Roversi, decideix de treballar sol i serà d'ara endavant el compositor de les seves cançons.
Va compondre la famosa cançó Caruso, dedicada al tenor Enrico Caruso, que ha estat interpretada per molts artistes, especialment per Luciano Pavarotti.
Mor l'1 de març de 2012 a Suïssa, tres dies abans de complir els 69, per un atac de cor. Poc després de la seva mort es fa pública la seva homosexualitat.